# Dinnebitodon
Dinnebitodon — вимерлий рід розвинених травоїдних цинодонтів раннього юрського періоду. Він був знайдений лише в формації Каєнта на північному сході Аризони. Він дуже нагадує споріднений рід Kayentatherium з тієї ж формації. Він виділяється відмінностями в зубному ряду, хоча схожий у більшості інших аспектів.

## Середовище існування
Формація Каєнта була відкладена в середовищі плетених річок і дюнних полів, подібних до північного Сенегалу сьогодні. Діннебітодон був наземною твариною, яка мешкала в «мулистих фаціях» формації Каєнта, яка становила собою міждюнові річкові відкладення. Зуби нагадують зуби сучасних тварин, які також харчуються насінням і горіхами, що свідчить про те, що, ймовірно, діннебітодон харчувався подібною їжею, яка була присутня на початку юрського періоду. Враховуючи, що він жив поруч зі своїм близьким родичем Kayentatherium, було б необхідно певне розділення ресурсів, щоб уникнути конкуренції за джерело їжі. Це може пояснити, чому дві схожі на вигляд тварини мають різні зуби.

## Викопні знахідки
Скам'янілості Dinnebitodon були вперше виявлені Вільямом Амаралом (на честь якого названо вид) у 1978 році. Останки зберігаються в Гарвардському музеї порівняльної зоології та в Музеї Північної Аризони.